# Kâzım
Kâzım oder Kazım ist ein türkischer männlicher Vorname arabischer Herkunft.

## Namensträger

### Osmanische Zeit
- Musa Kâzım Efendi (1858–1920), osmanischer Theologe, Politiker und Scheichülislam

### Vorname
- Kazim Akboga (1982–2017), deutscher Musiker
- Kâzım Ayvaz (1938–2020), türkischer Ringer
- Kazım Dülger (* 1990), französisch-türkischer Fußballspieler
- Kazım Erdoğan (* 1953), türkischer Psychologe und Soziologe
- Kâzım Karabekir (1882–1948), türkischer General im Türkischen Befreiungskrieg und von 1946 bis 1948 Parlamentspräsident der Großen Nationalversammlung der Türkei
- Kâzım Koyuncu (1971–2005), türkisch-lasischer Sänger
- Kâzım Orbay (1886–1964), dritter Generalstabschef der Türkischen Streitkräfte und 1961 Präsident der Großen Nationalversammlung der Türkei
- Kâzım Özalp (1880–1968), türkischer Politiker, von 1924 bis 1935 Präsident der Großen Nationalversammlung der Türkei
- Kazım Türkmen (* 1972), türkischer Theologe und Vorsitzender der DİTİB

### Familienname
- Colin Kâzım-Richards (* 1986), türkischer Fußballspieler

### Schreibweise Kazim
- Hasnain Kazim (* 1974), deutscher Journalist

### Weiteres Auftreten
- Hakeem Kae-Kazim (* 1962), britisch-nigerianischer Schauspieler
- Sayyid Kāzim Raschti (1793–1843), Führer des Schaichismus

## Sonstiges
- Kazım-Kuş-Entscheidung, Urteil des Europäischen Gerichtshofs von 1992